# Código Civil português
O Código Civil português vigente foi aprovado a 25 de Novembro de 1966 e entrou em vigor a 1 de Junho de 1967, revogando o primeiro Código Civil, elaborado pelo Visconde de Seabra e que entrara em vigor em Portugal quase um século antes, em 1868. O seu texto foi redigido por uma equipa de Professores de Direito que, na revisão e fase final, foi presidida pelo professor João de Matos Antunes Varela, motivo pelo qual é frequente ser conhecido por Código de Varela por oposição ao Código de Seabra anterior. Outros professores de Direito que participaram no empreendimento foram Adriano Vaz Serra, Fernando de Andrade Pires de Lima, António Ferrer Correia, Vasco Lobo Xavier e Rui de Alarcão (U. de Coimbra) e Manuel Duarte Gomes da Silva e Inocêncio Galvão Teles (U. de Lisboa). Alguns autores, como António Menezes Cordeiro, referem-se à lei como o Código de Vaz Serra, salientando a proeminência deste professor na feitura da mesma.
O Código adota a classificação germânica dos ramos de direito civil, conforme o BGB (sigla de Bürgerliches Gesetzbuch, o código civil alemão de 1900), sendo dividido em cinco livros:
1. Parte Geral, que trata dos princípios gerais do Direito Civil em Portugal;
2. Direito das Obrigações, regula as espécies obrigacionais (os tipos de relações que constituem direitos de crédito e obrigações correspetivas: contratos, negócios jurídicos unilaterais, responsabilidade civil, enriquecimento sem causa, gestão de negócios), dos seus efeitos, constituição e extinção;
3. Direitos Reais, trata da posse, do direito de propriedade e demais direitos reais de gozo (propriedade horizontal, superfície, servidões, usufruto, uso e habitação), bem como direitos reais de garantia (penhor, hipoteca) e direitos reais de aquisição, sobre bens móveis e imóveis, das formas pelas quais esses direitos se constituem, se transmitem e se extinguem e das formas de tutela jurisdicional dos mesmos;
4. Direito da Família, contém normas jurídicas relacionadas com a estrutura, organização e proteção da família nas suas múltiplas relações (casamento, filiação, adoção, etc.) e obrigações e direitos decorrentes dessas relações;
5. Direito das Sucessões, cuida da transmissão de bens, direitos e obrigações em decorrência da morte.

O quarto livro, que trata da constituição e funcionamento das relações familiares foi substancialmente alterado no período de 1974 a 1977, na sequência da Revolução do 25 de Abril e da aprovação da nova Constituição, e em 2010, pela aprovação legal do casamento entre pessoas do mesmo sexo. Todos os outros têm sofrido apenas alterações pontuais.
O Código Civil português vigora ainda em algumas das antigas Províncias Ultramarinas portuguesas. Em Macau, já não vigora, tendo sido substituído pelo Código Civil de Macau de 1999, que representa uma atualização e adaptação do Código de 1966.

## História
Antes da aprovação do primeiro Código Civil, Portugal tinha um sistema jurídico baseado no direito romano. A legislação portuguesa foi compilada em três grandes publicações denominadas Ordenações:
- Código Afonsino ou Ordenações Afonsinas, 1448 (formalmente em 1446 por D. Pedro, Duque de Coimbra);
- Código Manuelino ou Ordenações Manuelinas, 1512-1520 (por D. Manuel I; modificado em 1526, 1533 e 1580);
- Código Filipino ou Ordenações Filipinas, 1603. Embora muito alteradas, constituíram a base do direito português até a promulgação dos sucessivos códigos do século XIX. Algumas disposições das Ordenações Filipinas tiveram vigência no Brasil até o advento do Código Civil de 1916.

Apesar de as Ordenações serem consideradas "percursoras" do movimento codificador do séc. XIX, estas não podem ser comparadas aos códigos modernos por não terem a organização sistemática destes, funcionando apenas como coletâneas de leis. O primeiro código em Portugal foi o Código Comercial de 1833 que teve como autor Ferreira Borges. O Código Civil de 1867 foi o primeiro Código Civil em Portugal. Foi aprovado em 1867 e entrou em vigor em 1868. Designava-se também Código de Seabra, dado que foi elaborado por António Luís de Seabra e Sousa, 1.º Visconde de Seabra. Este Código seria revogado pelo atual Código Civil português (Código de Varela), que entrou em vigor em 1967.